# Kadrina (stacja kolejowa)
Kadrina – stacja kolejowa w miejscowości Kadrina, w prowincji Virumaa Zachodnia, w Estonii. Położona jest na linii Tallinn - Narwa.

## Historia
Stacja powstała w czasach carskich na Kolei Bałtyckiej. Początkowo nosiła nazwę Katierinień (ros. Катериненъ).

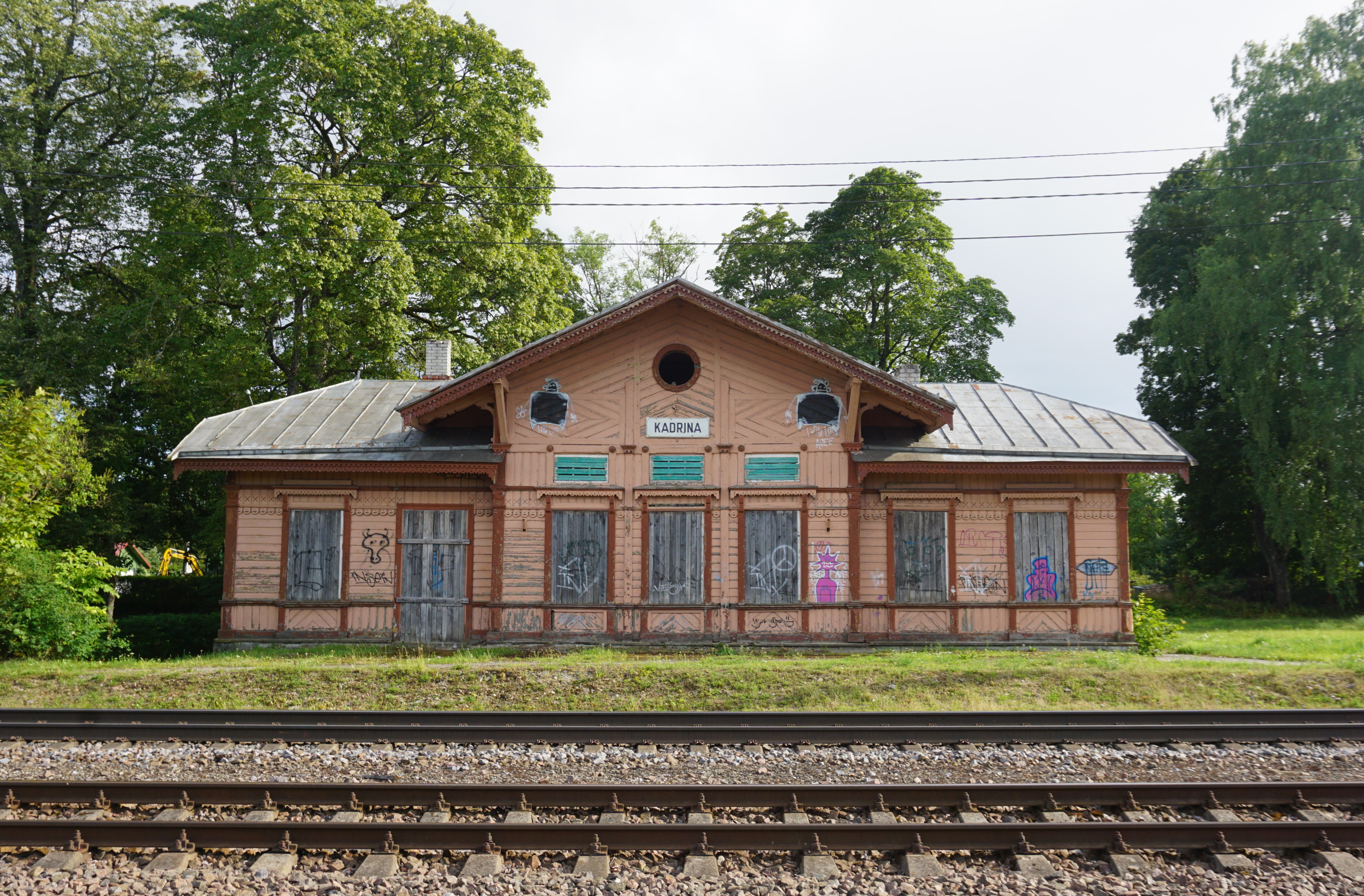
budynek stacyjny
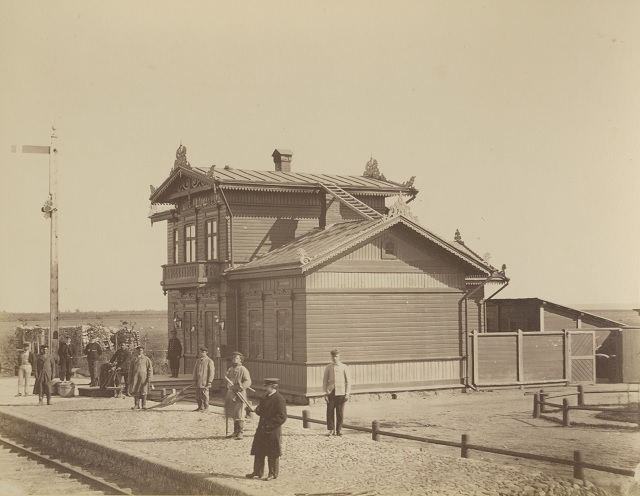
stacja ok. 1871
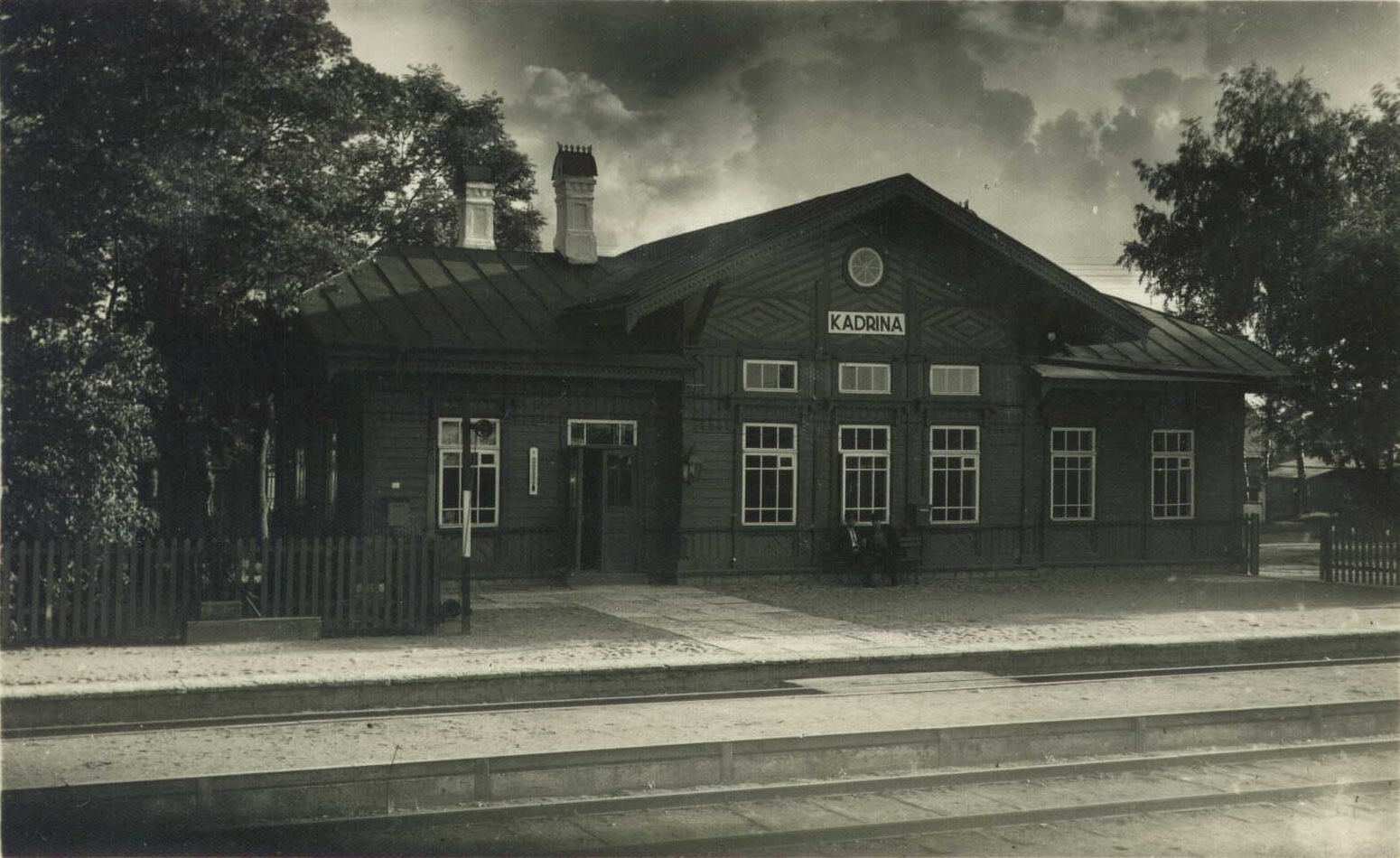
stacja w latach 30. XX w.